# آسیاب سنگ کوبی

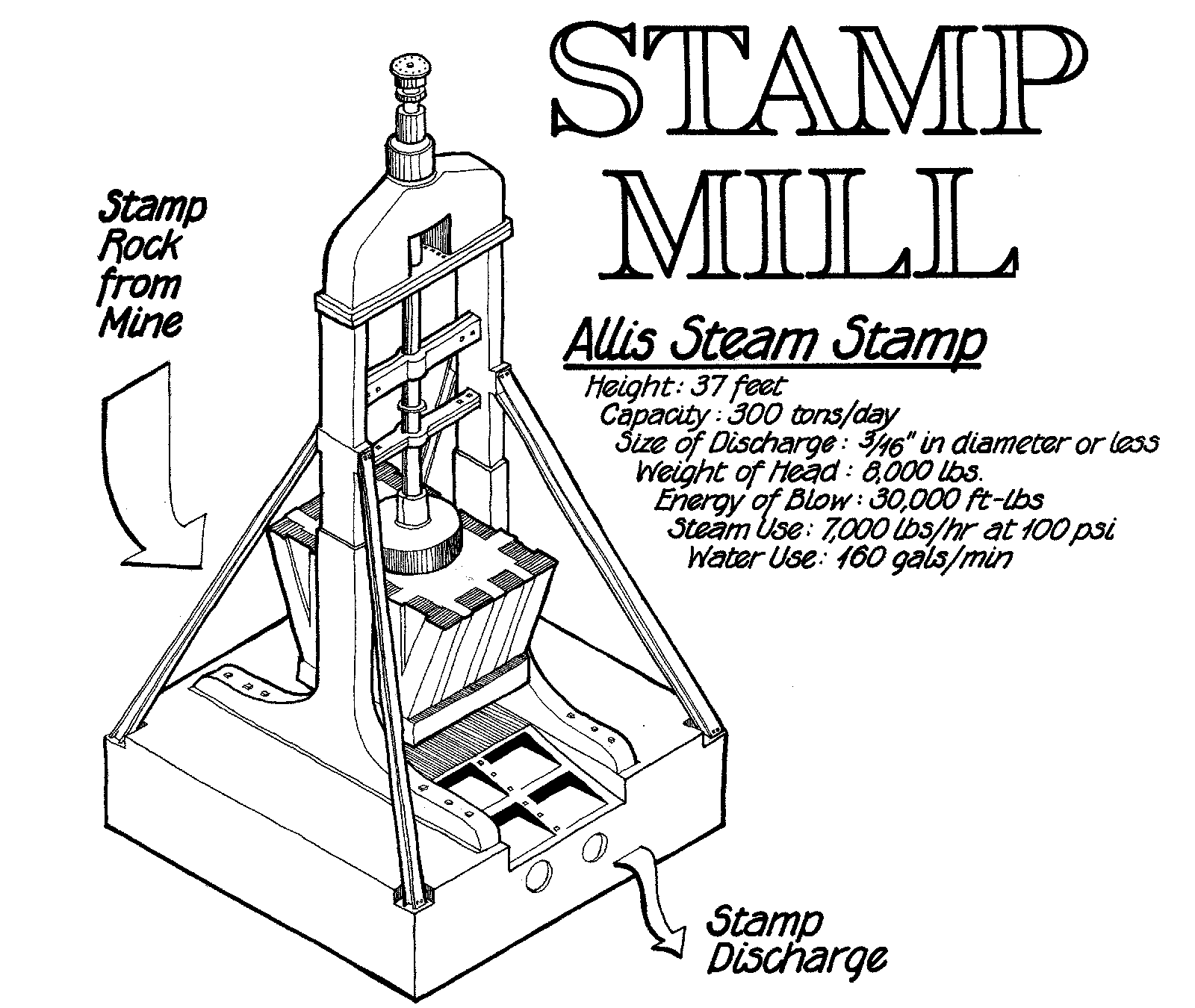
بخش نمودار عملیات واحد معدن کوینسی که آسیاب تمبر بخار آلیس را نشان می‌دهد

آسیاب کوبه‌ای (یا آسیاب سنگ کوبی) نوعی ماشین آسیاب است که به جای آسیاب کردن، مواد را با کوبیدن خرد می‌کند، چه برای پردازش بیشتر یا برای استخراج سنگ معدن. شکستن مواد یک نوع عملیات واحد است. در گذشته از این تجهیز برای تولید پودر آلومینیوم استفاده می‌شده‌است.

## شرح

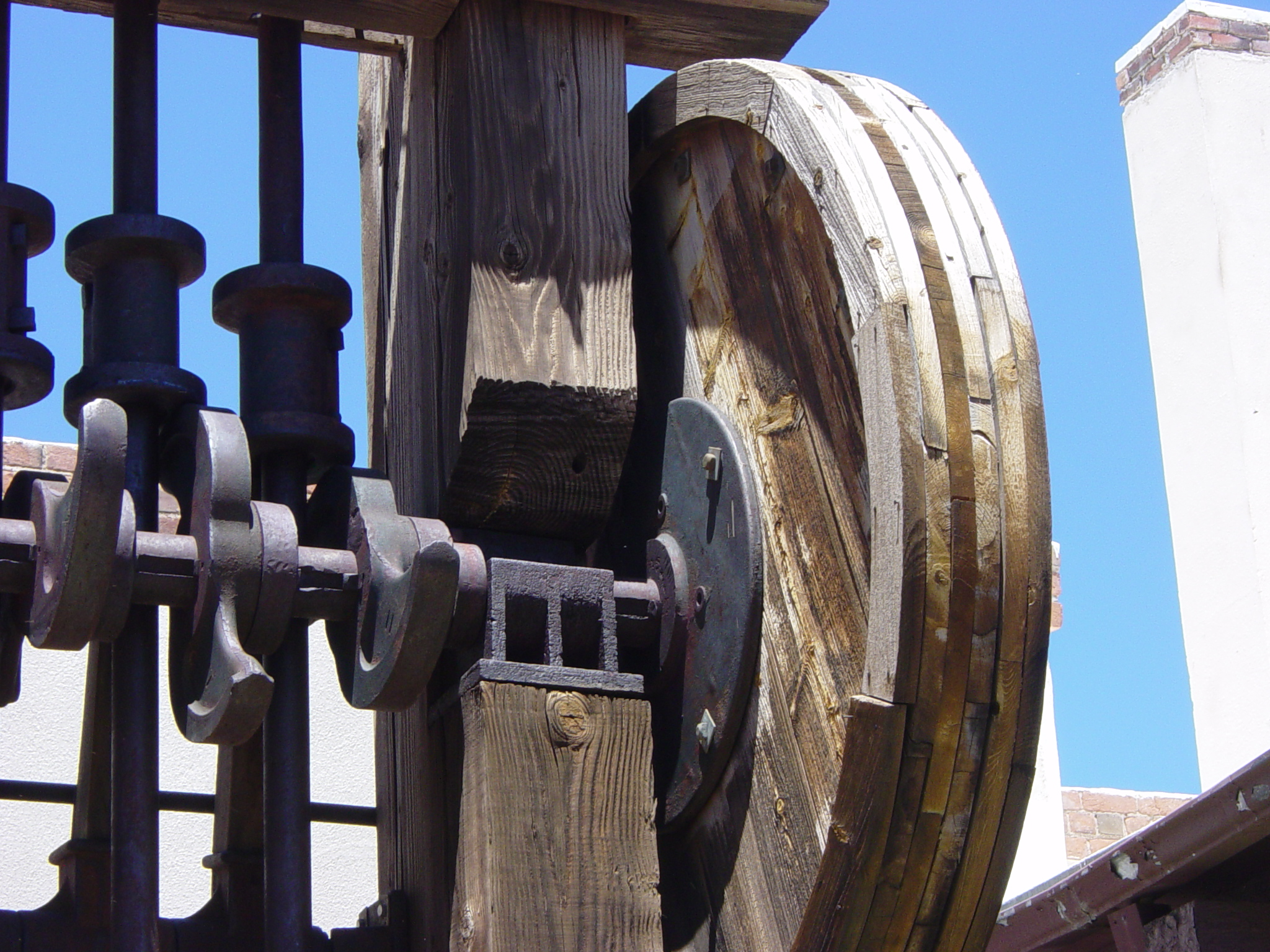
جزئیات آسیاب کالیفرنیایی که بادامک افست و بالابر چرخان را نشان می‌دهد

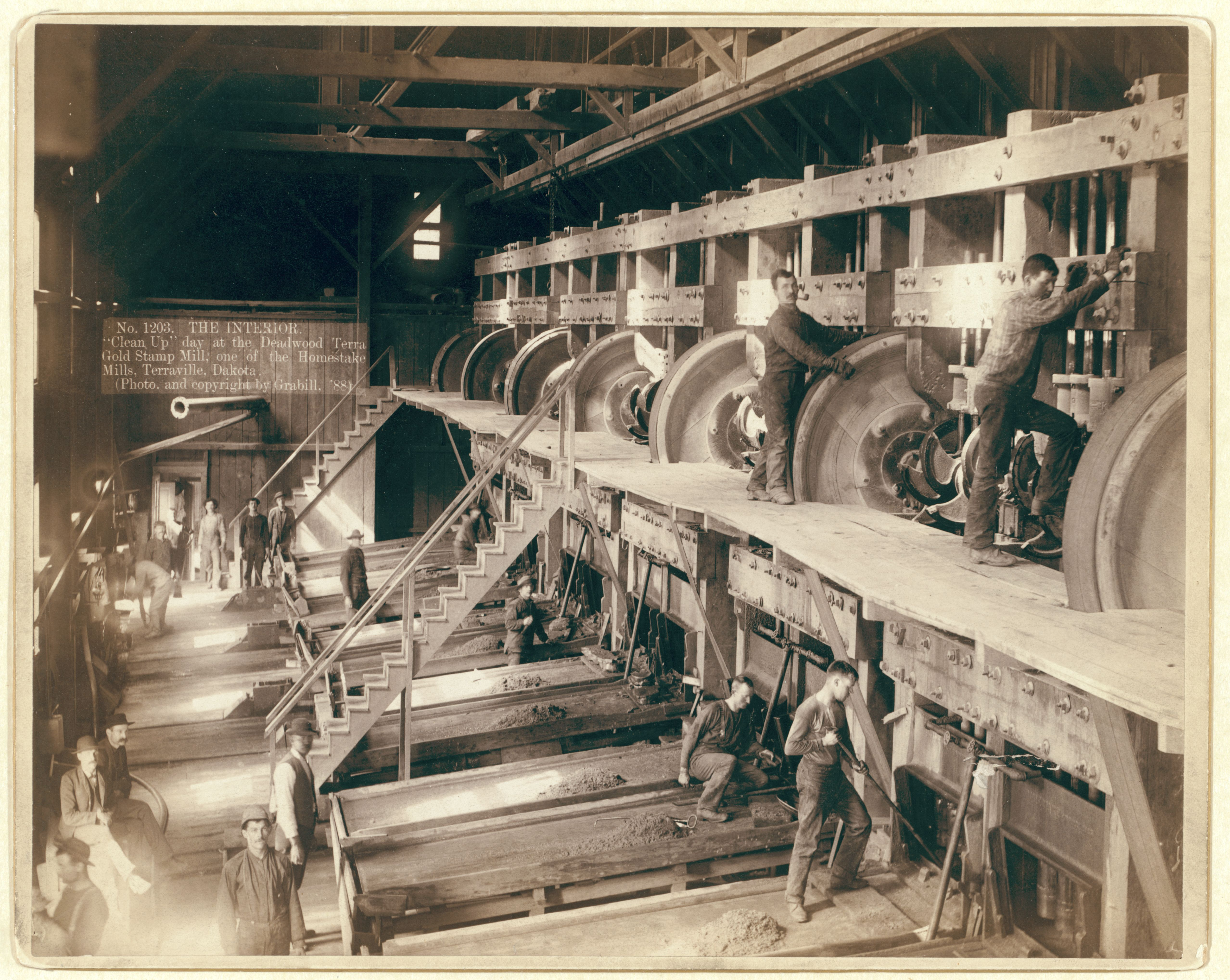
نمای داخلی آسیاب تمبر طلای Deadwood Terra

آسیاب کوبه‌ای شامل مجموعه ای از مهرهای فولادی سنگین (در برخی موارد چوب نعل آهنی) است که به صورت آزاد در یک قاب به صورت عمودی نگه داشته می‌شوند و در آن مهرها می‌توانند به بالا و پایین بلغزند. آنها توسط بادامک‌هایی روی یک محور چرخان افقی بلند می‌شوند. همان‌طور که بادامک از زیر مهر حرکت می‌کند، کوبه روی سنگ معدن زیر می‌افتد و سنگ را خرد می‌کند و در گذر بعدی بادامک فرایند بلند کردن تکرار می‌شود.
هر یک از قاب‌ها و مجموعه کوبه‌ها را گاهی «باتری» یا به طرز گیج کننده ای «تمبر» می‌نامند و آسیاب‌ها را گاهی بر اساس تعداد تمبرهایشان دسته‌بندی می‌کنند، یعنی یک «آسیاب ۱۰ تمبر» ۱۰ مجموعه دارد. آنها معمولاً به صورت خطی چیده می‌شوند، اما وقتی یک آسیاب بزرگ می‌شود، ممکن است به جای گسترش خط یک خط جدید ساخته شود. مکان‌های آسیاب متروک (همان‌طور که تاریخ دانان صنعتی مستند کرده‌اند) معمولاً دارای ردیف‌های خطی از مجموعه پی‌ها به عنوان برجسته‌ترین ویژگی قابل مشاهده هستند، زیرا ارتفاع دستگاه می‌تواند بیش از ۲۰ فوت باشد و به پی‌های بزرگ نیاز دارد. تمبرها معمولاً در مجموعه‌های پنج تایی چیده می‌شوند.
در برخی از کاربردهای فرآوری سنگ از مقادیر زیادی آب استفاده می‌کنند، بنابراین برخی از کارخانه‌های تمبر در نزدیکی آب‌های طبیعی یا مصنوعی قرار دارند. به عنوان مثال، سد فولادی Redridge برای تأمین آب فرآیندی کارخانه‌های آسیاب کوبه‌ای ساخته شد.

## تاریخ

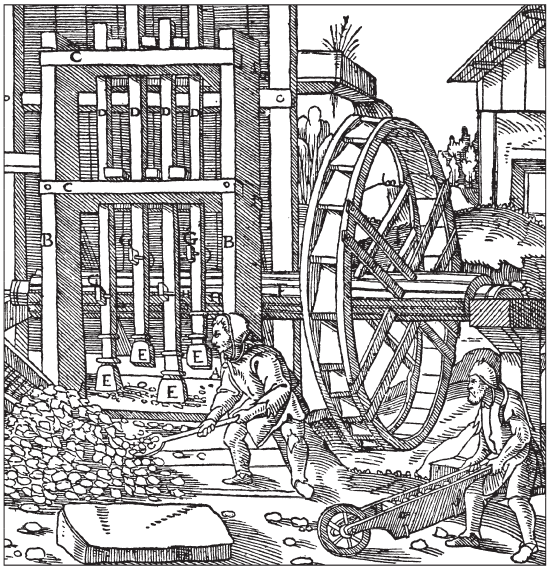
آسیاب تمبر سنگ معدن در De re metallica گئورگ آگریکولا (۱۵۵۶)

اجزای اصلی آسیاب تمبر با نیروی آب - چرخ‌های آب، بادامک‌ها و چکش‌ها - در دوران هلنیستی در منطقه مدیترانه شرقی شناخته شده بودند. در باستانشواهد اندکی در اوایل قرن سوم قبل میلاد از طراحی اتوماتیک آب وجود دارد. در قسمتی از تاریخ طبیعی دانشمند رومی پلینی (NH 18.23) نشان می‌دهد که در قرن اول پس از میلاد، دشت‌های آب رانده در ایتالیا بسیار گسترده شده بودند: «بخش بزرگی از ایتالیا از یک دنده بی‌لفافه و همچنین چرخ‌هایی استفاده می‌کند که از آب به‌عنوان چرخاننده آن‌ها استفاده می‌شود. از کنار آن می‌گذرد و چکش تریپ [مولا]». از این چکش‌ها برای کوبیدن و کندن غلات استفاده می‌شد. غلات کوبنده با هاست و همچنین آسیاب‌های آبی معمولی نیز در اواخر قرن پنجم در صومعه ای که توسط رومانوس کوندات در منطقه دورافتاده ژورا تأسیس شد، تأیید شده‌است، که نشان می‌دهد دانش چکش‌های سفر تا اوایل سالهای میانه ادامه داشت. جدای از فرآوری کشاورزی، شواهد باستان‌شناسی نیز قویاً وجود چکش اهرمی در فلزکاری رومی را نشان می‌دهد. در ایکهام در کنت، یک سر چکش فلزی بزرگ با تغییر شکل‌های مکانیکی در منطقه‌ای حفاری شده کشف شد و چندین آسیاب آب رومی و ضایعات فلزی نیز در آنجا ردیابی شدند.
با این حال، به نظر می‌رسد وسیع‌ترین کاربرد آسیاب‌های تمبر در معادن رومی رخ داده‌است، جایی که سنگ معدن رگه‌های عمیق ابتدا برای پردازش بیشتر به قطعات کوچک خرد می‌شدند. در اینجا، نظم و فواصل تورفتگی‌های بزرگ روی سندان‌های سنگی نشان‌دهنده استفاده از مهرهای سنگ معدنی با بادامک است، دقیقاً مانند دستگاه‌های استخراج معدن قرون وسطی. چنین سندان‌های تغییر شکل یافته مکانیکی در بسیاری از سایت‌های معدن نقره و طلا رومی در اروپای غربی، از جمله در Dolaucothi (ولز)، و در شبه جزیره ایبری، یافت شده‌است، که نمونه‌های قابل داده از قرن ۱ و دوم میلادی در Dolaucothi، این آسیاب‌های تمبر هیدرولیک و احتمالاً در سایر سایت‌های معدن رومی نیز کار می‌کردند، جایی که استفاده در مقیاس وسیع از روش خاموش کردن و بندکشی زمین به این معنی بود که مقادیر زیادی آب مستقیماً برای تأمین انرژی ماشین‌ها در دسترس بود.
آسیاب تمبر در اوایل سال ۹۷۳ توسط معدنچیان سمرقند مورد استفاده قرار گرفت. آنها در ایران قرون وسطی برای خرد کردن سنگ معدن استفاده می‌شدند. تا قرن یازدهم، کارخانه‌های تمبر در سراسر جهان اسلام قرون وسطی، از اسپانیای اسلامی و شمال آفریقا در غرب تا آسیای مرکزی در شرق، استفاده گسترده‌ای داشتند.
{{سخ}}چکش‌های اهرمی با نیروی آب و مکانیزه در قرن دوازدهم دوباره در اروپای قرون وسطایی ظاهر شدند. استفاده از آنها در منابع مکتوب قرون وسطایی اشتایر (در اتریش امروزی)، یکی از ۱۱۳۵ و دیگری از ۱۱۷۵ شرح داده شده‌است. در هر دو متن به استفاده از آسیاب‌های تمبر عمودی برای خرد کردن سنگ معدن اشاره شده‌است. منابع فرانسوی قرون وسطایی در سال‌های ۱۱۱۶ و ۱۲۴۹ هر دو استفاده از چکش‌های مکانیزه اهرمی را که در آهنگری آهن فرفورژه استفاده می‌شد، ثبت کرده‌اند. چکش‌های اهرمی اروپای قرون وسطایی تا قرن پانزدهم اغلب به شکل آسیاب کوبه‌ای عمودی بودند. لئوناردو داوینچی، هنرمند و مخترع معروف رنسانس، اغلب چکش‌های سفری را برای استفاده در آهنگرها و حتی ماشین‌های برش سوهان، آنهایی که از نوع آسیاب مهر و موم عمودی است، طراحی می‌کرد. قدیمی‌ترین تصویر اروپایی به تصویر کشیده شده از یک چکش مارتینت شاید در Historia de Gentibus Septentriionalibus Olaus Magnus، متعلق به ۱۵۶۵ پس از میلاد باشد. این تصویر حکاکی روی چوب، سه مارتینت و یک چرخ آبی را به تصویر می‌کشد که روی چوب و دم‌های چرمی یک کوره گلدار اسموند (sv) کار می‌کند. چکش اهرمی خوابیده برای اولین بار در آثار هنری اروپا در یک نقاشی با تصویر کشیده شد Sandrart و Zonca (مورخ ۱۶۲۱ م).
آسیاب کوبه‌ای آبی در کتاب ۸ از گئورگ‌ها Agricola را د پاسخ متالیکا ، منتشر شده در 1556. آسیاب‌هایی که آگریکولا نشان می‌دهد عمدتاً چوبی بودند، به جز استفاده از کفشک‌های آهنی در انتهای هر کوبه. میل بادامک مستقیماً روی محور چرخ آب تنظیم می‌شد و مهرها معمولاً در دسته‌های سه تایی قرار می‌گرفتند که هر چرخ یک یا دو باند را به حرکت درمی‌آورد.

### قرن ۱۹
اولین کارخانه تمبر در ایالات متحده در سال ۱۸۲۹ در معدن Capps در نزدیکی شارلوت، کارولینای شمالی ساخته شد. آنها در مناطق استخراج طلا، نقره و مس ایالات متحده در اواخر قرن ۱۹ و اوایل قرن ۲۰ رایج بودند، در عملیاتی که سنگ معدن به عنوان مقدمه ای برای استخراج فلزات خرد می‌شد. آنها در نیمه دوم قرن نوزدهم در بسیاری از کاربردها با روش‌های کارآمدتر جایگزین شدند. با این حال سادگی آنها به این معنی بود که تا قرن بیستم از آنها در مناطق دورافتاده برای فرآوری سنگ معدن استفاده می‌شد. (تبلیغات قرن ۱۹ برای برخی از آسیاب‌ها نشان می‌دهد که می‌توان آنها را شکست، توسط قاطر در قطعات بسته‌بندی کرد و تنها با ابزارهای ساده در محل مونتاژ کرد) آسیاب تمبر هنوز در کلمبیا توسط معدنچیان صنعتگر استفاده می‌شود که با موتورهای الکتریکی کار می‌کنند.

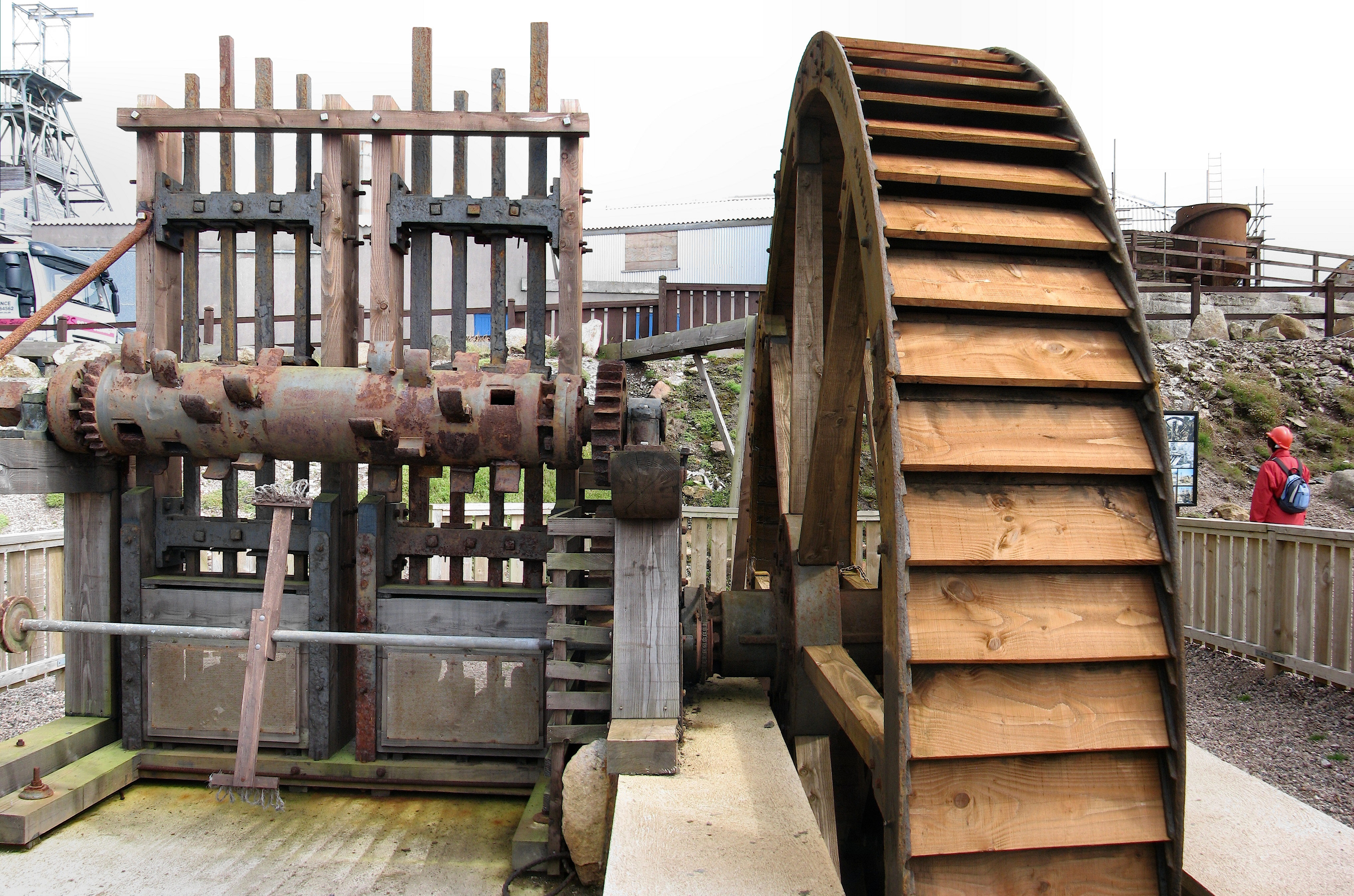
هشت سر تمبر کورنیش که توسط یک چرخ آب کار می‌شود

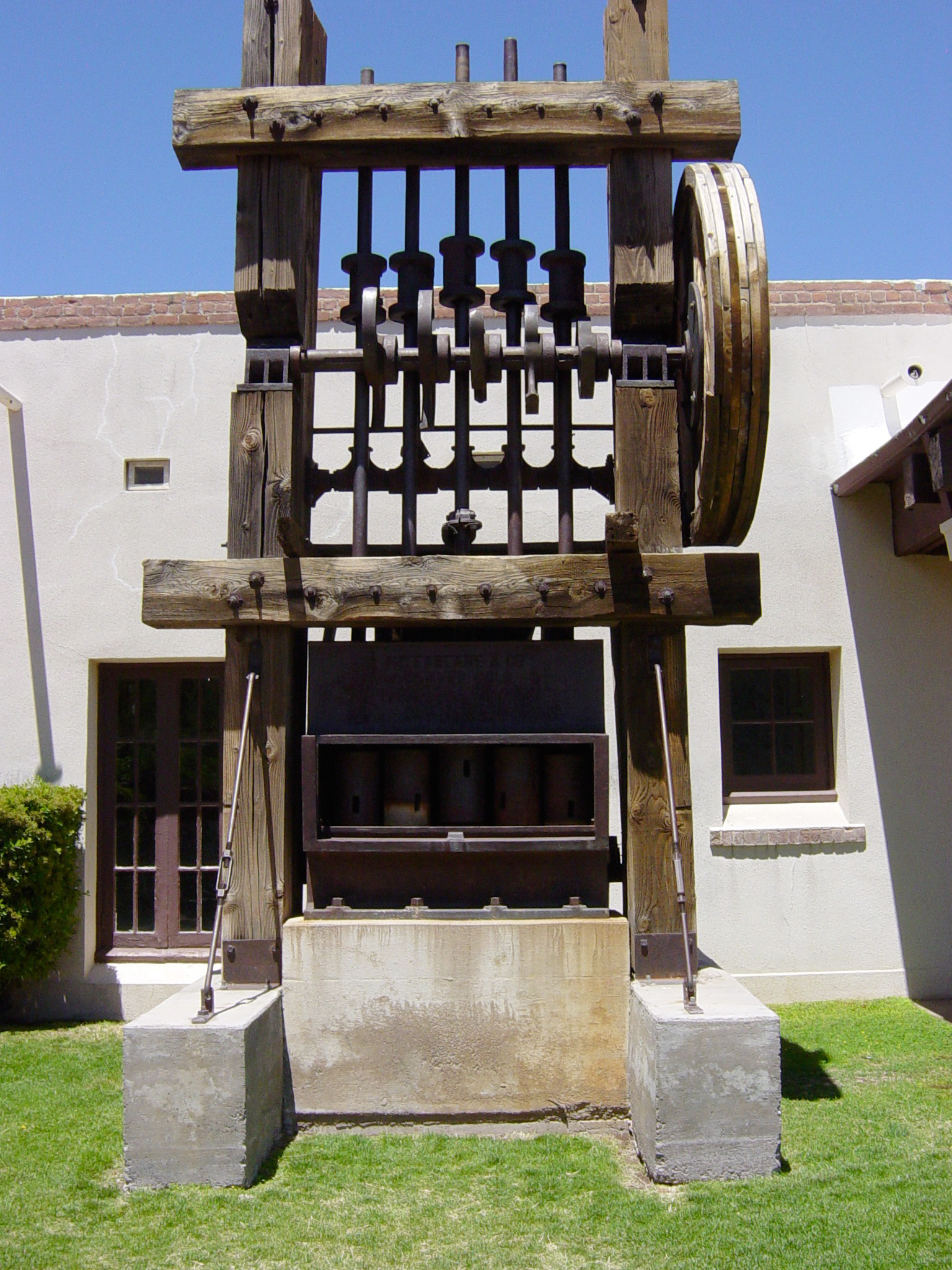
یک آسیاب تمبر کالیفرنیایی پنج واحدی که زمانی در آریزونا برای خرد کردن سنگ مس استفاده می‌شد.

تمبرهای کورنیش کارخانه‌های تمبر هستند که در حدود سال ۱۸۵۰ در کورنوال برای استفاده در معدن قلع ساخته شدند. تمبرهای کورنیش برای خرد کردن توده‌های کوچک سنگ معدن به مواد ماسه مانند استفاده می‌شد. تمبر از چوب سنگین با یک «سر» آهنی در پایین ساخته شده‌است. توسط بادامک‌هایی روی یک محور چرخان بلند شد و روی مخلوط سنگ معدن و آب افتاد و به جعبه ای در زیر آن وارد شد. وزن سر معمولاً بین ۴ تا ۸ cwt (حدود ۲۰۰ تا ۴۰۰) است. کیلوگرم) هر کدام، و معمولاً در مجموعه‌های چهارتایی، در قاب‌های چوبی چیده می‌شدند. تمبرهای کوچک معمولاً توسط چرخ‌های آب و تمبرهای بزرگتر توسط موتورهای بخار کار می‌کردند.
تمبرهای کالیفرنیایی بر اساس تمبرهای کورنیش بود و برای معادن طلای کالیفرنیا استفاده می‌شد. در این مهرها، بادامک طوری چیده شده‌است که مهر را از پهلو بلند می‌کند، به طوری که باعث چرخش مهر می‌شود. این باعث یکسان شدن ساییدگی کفش در پای مهر می‌شود. آنها در عمل سریعتر بودند و یک سر می‌توانست ۱٫۵ تن سنگ معدن را در مقایسه با تمبرهای کورنیش که فقط می‌توانست ۱ تن را خرد کند، خرد کند.

## سایر کارخانه‌های مهر زنی

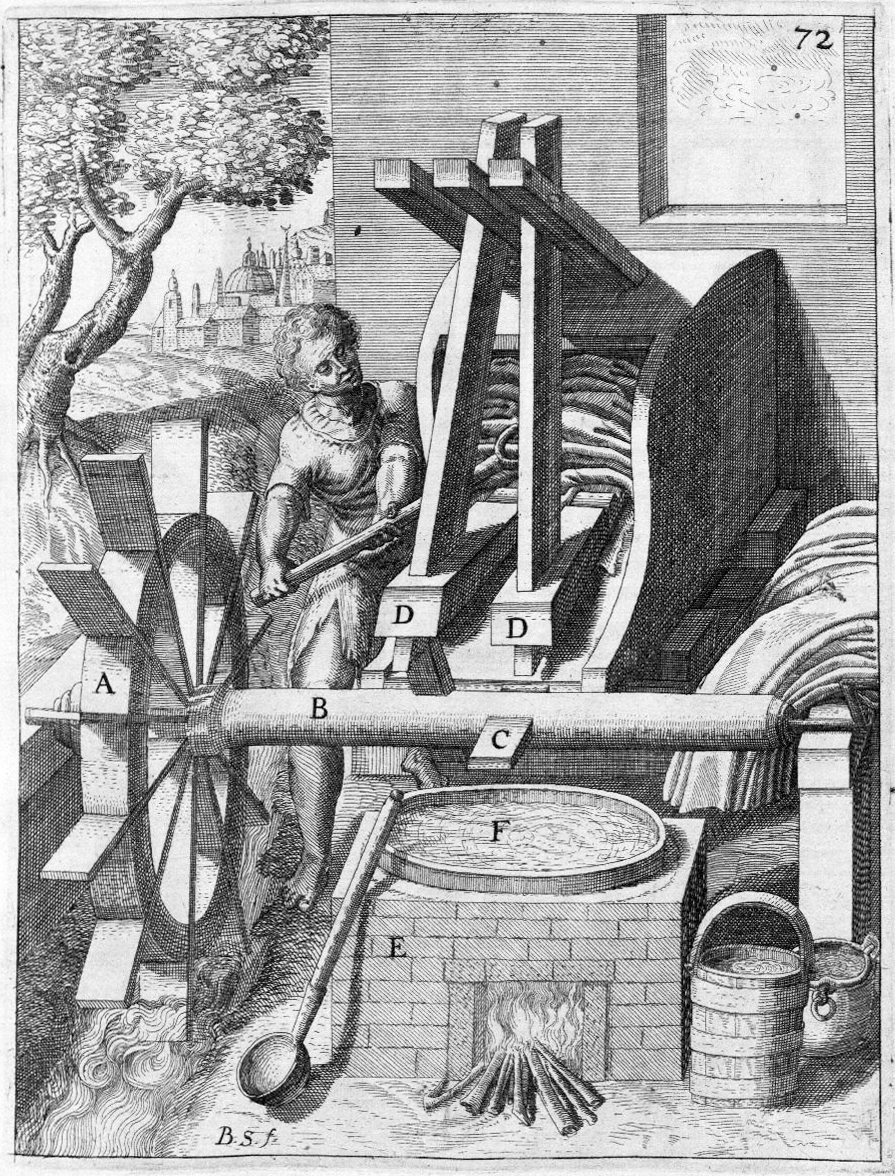
آسیاب موکت از گئورگ آندریاس Böckler را Theatrum Machinarum NOVUM، ۱۶۶۱

آسیاب‌های تمبر در کاغذ سازی اولیه برای تهیه مواد کاغذی (خمیر) قبل از اختراع دستگاه کوبنده هلندر مورد استفاده قرار می‌گرفت و ممکن است از آنهایی که در پر کردن پشم استفاده می‌شد مشتق شده باشد. آنها در فرآوری دانه‌های روغنی قبل از فشار دادن روغن از دانه‌های آسیاب شده استفاده می‌شدند. آسیاب‌های اولیه با نیروی آب کار می‌کردند اما آسیاب‌ها می‌توانند بخار یا برق نیز باشند.

## کتابشناسی - فهرست کتب

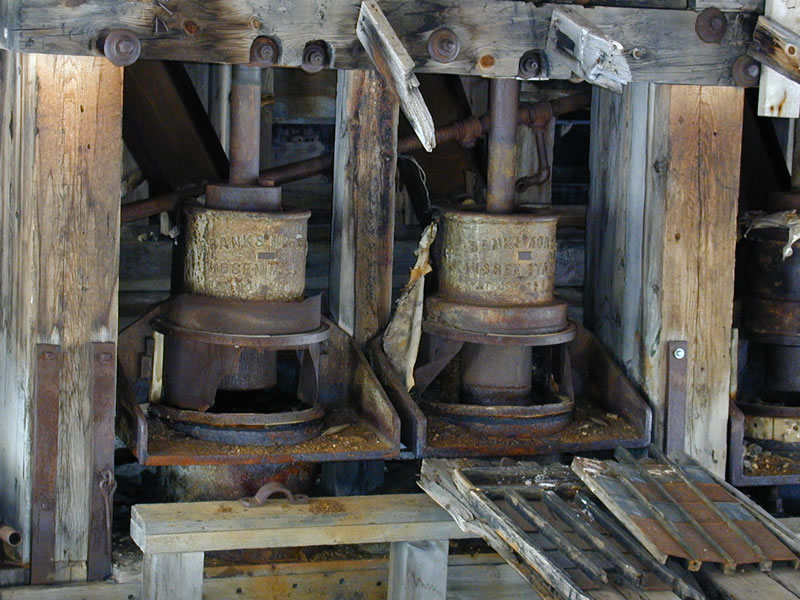
دو عدد مهر نیسن نصب شده ج. ۱۹۰۹ در کارخانه دموکرات صدا در نزدیکی سیلورتون، کلرادو

- نیدهام، جوزف: علم و تمدن در چین: جلد ۴، قسمت 2. (Taipei: Caves Books Ltd ۱۹۸۶)
- ویلسون، اندرو (۲۰۰۲): «ماشین‌ها، قدرت و اقتصاد باستان»، مجله مطالعات رومی، جلد. ۹۲، صص. 1–32 (16, 21f.)